# Promet Poljske
Dok je cestovna mreža dosta ujednačeno raspoređena cijelom zemljom, autocesta ima vrlo malo. Željeznička mreža, samo djelomično elektrificirana, raspolaže s više od 23 000 km pruga. U Poljskoj se unutarnji prijevozni sustav zasniva na razgranatoj riječnoj mreži. Glavne morske luke su Gdansk i Szczecin na Baltičkom moru. Međunarodne zračne luke nalaze se uz Varšavu, Krakov, Katowice, Gdanjsk, Wrocław, Poznań, Łódź, Rzeszów, Szczecin i Bydgoszcz.